# Горењи Подборшт (Мирна Печ)
Горењи Подборшт (словен. Gorenji Podboršt) је насељено место у општини Мирна Печ, регија Југоисточна Словенија, Словенија.

## Историја
До територијалне реорганизације у Словенији био је у саставу старе општине Ново Место.

## Становништво
У попису становништва из 2011. године, Горењи Подборшт је имао 82 становника.
| Број становника према пописима | Број становника према пописима | Број становника према пописима |
| ------------------------------ | ------------------------------ | ------------------------------ |
| 1991                           | 2002                           | 2011                           |
| 74                             | 79                             | 82                             |